# Unión Fascista de la Juventud
La Unión Fascista de la Juventud (en ruso: Союз Фашистской Молодёжи, Soyuz Fashistskoy Molodyozhi) fue la organización juvenil del Partido Fascista Ruso. Fue fundada en 1936 en Harbin, siendo miembros automáticos de la Unión todos aquellos miembros de la Unión de los Jóvenes Fascistas de entre 16 y 25 años.
La ideología y tácticas de la Unión era totalmente determinada por la ideología y las tácticas del Partido Fascista Ruso. 
La admisión en el Unión se llevaba a cabo automáticamente: todos los miembros de la Unión de los Jóvenes Fascistas, ya fuese en su sección masculina o en la femenina, de la edad apropiada, eran admitidos directamente en la Unión. Los miembros de la Unión seguían siendo parte de la Unión de los Jóvenes Fascistas.
La Unión estaba dividida en dos grupos, Junior y Senior, teniendo dos niveles cada uno, Segundo Nivel (Jóvenes Fascistas) y Primer Nivel (Vanguardia). Los miembros tenían que superar ciertos exámenes para avanzar al nivel superior. Aquellos que lograban pasar al Primer Nivel de la Unión eran enrolados en la Academia Fascista Stolypin.
La Unión tenía círculos culturales, educativos, teatrales y filosóficos, así como escuela de costura y de idiomas. Las secciones política y militar eran las más importantes dentro de la Unión. Las unidades estructurales de la Unión eran ramas del Departamento del Partido Fascista Ruso. El líder de la Unión era seleccionado por el líder del Partido Fascista Ruso y el resto de los líderes eran elegidos por el líder de la Unión. 